# Biološka termodinamika
Biološka termodinamika je kvantitativno izučavanje energije trandukcija koje se odvijaju u ili između živih organizama, struktura i živih ćelija. Ovo polje se bavi prirodom i funkcijom hemijskih procesa koji su u osnovi tih transdukcija. Biološka termodinamika se može da razmatra pitanja kao što je: da li je korist vezana za bilo koje dato fenotipsko svojstvo vredna neophodne energetske investicije.

## Istorija
Nemačko-Britanski medicinski doktor i biohemičar Hans Krebs je 1957. godine objavio knjigu Energetske transformacije u živoj materiji (koju je napisao sa Hansom Kronbergom). To je bila prva značajna publikacija o termodinamici biohemijskih reakcija. Osim toga, apendiks je sadržao prve ikad objavljene termodinamičke tabele, čiji je autor Kenet Berton, koje su sadržale ravnotežne konstante i Gibsove slobodne energije formiranja za hemijske vrste, iz kojih su se mogu vršti proračuni za biohemijske reakcije koje još nisu izvedene.
Neravnotežna termodinamika je korištena za objašnjavanje načina na koji biološki organizmi mogu da se razviju iz nereda. Ilja Prigogin je razvio metode za termodinamički tretman takvih sistema. On je nazvao takve sistema disipativnim sistemima, pošto se oni formiraju i održavaju pomoću disipativnih procesa kojima se razmenjuje energija između sistema i okoline, i pošto oni nestaju ako se ta razmena prekine. Može se reći da oni žive u simbiozi sa njihovom okolinom. Energije transformacija u biologiji su prvenstveno zavisne od fotosinteze. Totalna energija koja je preuzeta fotosintezom u zelenim biljkama od solarne radijacije je oko 2 x 1023 džula energije na dan. Energija koja se godišnje preuzme fotosintezom u zelenim biljkama je oko 4% totalne energije sunčeve svetlosti koja dospeva na Zemlju. Energijske transformacije u biološkim zajednicama koje okružuju hidrotermalne izvore su izuzeci; u ovom slučaju dolazi do oksidacije sumpora, te ovi organizmi stiču svoju energiju putem hemosinteze pre nego fotosintezom.

## Fokus termodinamike u biologiji
Polje biološke termodinamike je usredsređeno na principima hemijske termodinamike u biologiji i biohemiji. Obuhvaćeni principi su prvi zakon termodinamike, drugi zakon termodinamike, Gibsova slobodna energija, statistička termodinamika, reakciona kinetika, i hipoteza porekla života. U današnje vreme se biološka termodinamika bavi proučavanjem unutarnje biohemijske dinamike kao što je: ATP hidroliza, proteinska stabilnost, DNK vezivanje, membranska difuzija, enzimska kinetika, i drugih takvih esencijalnih energijski kontrolisanih puteva. U pogledu termodinamike, količina energije koja može da bude korištena u izvođenju hemijskih rakcija se kvantitativno meri promenom u Gibsovoj slobodnoj energiji. Fizički biolog Alfred Lotka je pokušao da ujedini promenu Gibsove slobodne energije sa evolucionom teorijom.

### Energija transformacije u biološkim sistemima
Sunce je primarni izvor energije za žive organizme. Nekim živim organizmima poput biljki je potrebno direktno sunčevo svetlo, dok drugi organizmi kao što su ljudi indirektno stiču sunčevu energiju. Postoji evidencija da neke bakterije mogu da uspevaju u surovim životnim okruženjiam kao što je Antarktik. Primer takvih organizama su plavo-zelene alge u jezerima ispod debelih slojeva leda. Nezavisno od tipa živog organizma, svi živi organizmi moraju da uzmu, preobraze, čuvaju, i koriste energiju da bi živeli.
Relacija između energije upadnog sunčevog svetla i njegove talasne dužine λ ili frekvencije ν je data sa
{\displaystyle E={\frac {hc}{\lambda }}=h\nu ,}
gde je h Plankova konstanta (6,63x10−34Js) i c je brzina svetlosti (2,998x108 m/s). Biljke koriste ovu svetlosnu energiju za izvođenje fotosinteze, što je vid efektivnog konvertovanja solarne energije u hemijsku energiju. Da bi ponovo preobrazile tu energiju, životinje se hrane biljkama i koriste energiju svarenog biljnog materijala za kreiranje bioloških makromolekula.

## Literatura
- Haynie, D. (2001). Biological Thermodynamics (textbook). Cambridge: Cambridge University Press.
- Lehninger, A., Nelson, D., & Cox, M. (1993). Principles of Biochemistry, 2nd Ed (textbook). New York: Worth Publishers.
- Alberty, Robert, A. (2006). Biochemical Thermodynamics: Applications of Mathematica (Methods of Biochemical Analysis), Wiley-Interscience.

## Spoljašnje veze
- Cellular Thermodynamics[мртва веза] - Wolfe, J. (2002), Encyclopedia of Life Sciences.
- Bioenergetics Архивирано на веб-сајту  (20. новембар 2015)